# Abigail Brand
La agente especial Abigail Brand (Abigail Thanriaguiaxus) es un personaje ficticio que aparece en los cómics estadounidenses publicados por Marvel Comics. Creada por el escritor Joss Whedon y el artista John Cassaday, apareció por primera vez en Astonishing X-Men # 3 (septiembre de 2004). Abigail Brand pertenece a la subespecie de humanos llamados mutantes, que nacen con habilidades sobrehumanas. Ella es la Comandante de la agencia de inteligencia y contraterrorismo S.W.O.R.D.

## Historial de publicaciones
La primera aparición de Abigail Brand fue un cameo en Astonishing X-Men #3 (septiembre de 2004), y fue presentada por completo en Astonishing X-Men # 6 (diciembre de 2004). Fue creada por el escritor Joss Whedon y el artista John Cassaday.

## Biografía ficticia del personaje

### Origen
Abigail Brand es la comandante de S.W.O.R.D., una rama de S.H.I.E.L.D. que se ocupa de la defensa de la Tierra contra amenazas extraterrestres. Casi ningún detalle sobre su vida personal ha sido revelado, pero se sabe que tiene 28 años a partir de la Invasión Secreta de los Skrulls.

### Ord y Breakworld
Cuando un alienígena llamado Ord vino a la Tierra, convencido de que un mutante estaba destinado a destruir su planeta, Brand intervino con el fin de evitar una guerra interplanetaria. Brand accedió al plan de Ord para evitar la destrucción de su mundo permitiéndole crear una «cura» para la «condición» mutante. Por otra parte, las declaraciones hechas por Ord sugieren que la neutralización de la población mutante de la Tierra pudo haber sido solo un paso en un plan que aún no ha revelado.
Después de su participación en este plan, llegando a ser conocida por los X-Men y al entonces director de S.H.I.E.L.D. Nick Fury, Brand se enfrentó a una comisión de investigación para responder a las acusaciones en contra de su conducta. Ella defendió sus acciones sobre el argumento de que evitar una guerra interplanetaria era una responsabilidad tan grande como para justificar los cursos de acción que de otro modo serían consideradas como inmorales o ilegales.
A pesar de la relación antagónica que ella y Fury demostraban el uno al otro, ella fue considerada como alguien leal a Fury por la entonces sucesora como directora de S.H.I.E.L.D., Maria Hill. Brand no hizo ningún esfuerzo para ocultar su disgusto por Hill, y ningún otro contacto entre las dos ha sido demostrado.
En un último intento por alejar a las fuerzas de Breakworld de la Tierra, Brand colocó a los X-Men (incluyendo a Coloso), a Ord, y a la aliada de Ord, Danger, dentro de la nave espacial de S.W.O.R.D. y viajaron al propio Breakworld. Ord, con la ayuda de Danger, fue capaz de contactar a su planeta natal para alertarlos de la ubicación de Coloso, sin saber que todo esto era parte del plan de Brand. A pesar de sus diferencias en el pasado y la actitud continuamente prepotente de Brand, ella intentó trabajar con los X-Men para encontrar una solución a la crisis. Sin embargo, las fuerzas de Breakworld alcanzaron la nave de S.W.O.R.D. antes de que Brand había predicho que lo harían, obligando a los X-Men y al equipo de ataque de S.W.O.R.D. a utilizar las cápsulas de escape para terminar su viaje a Breakworld. Una vez en la superficie, Brand y Henry McCoy (Bestia) se unieron para separarse de los otros X-Men, momento en el que se vieron obligados a refugiarse en una pequeña cueva para evitar un dispositivo que estaba alterando el clima a temperaturas bajo cero. Para asombrar a McCoy, Brand utilizó algún tipo de poder sobrehumano para generar el calor suficiente para mantenerlos vivos.
Después de reunirse de nuevo con el resto de los X-Men, Brand, Bestia, Wolverine, Armadura, Kitty Pryde, y su nueva aliada Danger formaron parte de un asalto al dispositivo del fin del mundo de Breakworld antes de que pudiera ser disparado a la Tierra. Durante la subsiguiente batalla contra los soldados de Breakworld, Brand se puso en el camino de un disparo láser que iba dirigido a Bestia. Gravemente herida, ella le explicó a Bestia que lo hizo porque era el genio que tenía la oportunidad de desarmar el arma. Sus últimas palabras a Bestia antes de desmayarse fueron «ya salva el maldito mundo».
Finalmente Brand recuperó la conciencia y se reunió con el equipo. A medida que McCoy atendía sus heridas, él notó su rápida curación. Cuando él intentó sacar más información de ella, Brand respondió revelándole una intensa atracción sexual hacia él. Los X-Men y los sobrevivientes del equipo de ataque de S.W.O.R.D. se dirigieron hacia el lugar donde Coloso fue profetizado para destruir Breakworld, pero el equipo de Brand fue atacado por las fuerzas de Breakworld. Cuando Brand fue capturada y amenazada por varios hombres de Breakworld, ella mató a sus agresores después de revelar que «Brand» no era su apellido, sino un apodo referenciando sus poderes. Después de que la misión en Breakworld terminó, Brand le ofreció a McCoy un trabajo con S.W.O.R.D., afirmando que ella necesita a alguien que cuestiones sus acciones y la ayude a evitar que cometa errores. Ella reitera su atracción sexual a él, diciéndole a McCoy que a pesar del hecho de que es un «monstruo peludo de color azul», su padre, un alienígena, también lo fue.

### Destino Manifiesto
Brand es llamada para una consulta cuando los X-Men se topan con una Caja Fantasma que encontraron en Chaparanga Beach. Después de explicar lo que es una Caja Fantasma, ella y Cíclope discuten debido a que Brand cree en lo que respecta a las Cajas Fantasmas, es el negocio de S.W.O.R.D., mientras que Cíclope cree que es mutante. Brand se retira, pero le informa a Scott que cuando esta investigación esté por terminada, le de una llamada. Cuando Bestia cuestiona su relación, Brand dice que ella es una Colaboradora de Experimentación Xenophiliac, provocando que Bestia diga que ella es su novia. Ella más tarde dispara un cañón desde el cuartel general de S.W.O.R.D. que destruye la Caja Fantasma por orden de Bestia.

### Secret Invasion
Brand es presentada en El Pico, el cuartel general de S.W.O.R.D., el cual es destruido por un Skrull que se hacía pasar por Dum Dum Dugan. Gracias a un traje de emergencia, ella y algunos otros agentes de S.W.O.R.D. son capaces de sobrevivir en el espacio el tiempo suficiente para presenciar la llegada de la armada Skrull en el espacio de la Tierra. Más tarde es capaz de abordar una de las naves de la armada Skrull al romper el exterior. Después de llegar a la sala de control, ella atestigua la muerte y destrucción que los Skrulls están causando por todo el planeta, haciéndola derramar una lágrima. Ella a continuación se ve descubierta por un joven Skrull y un guardia, quien posteriormente apunta su arma hacia ella. Ella engaña a los guardias y mata a todos los Skrulls a bordo. Ella libera a su prisionero, el héroe Sr. Fantástico, quien la lleva a la Tierra Salvaje. Brand ve que «todos los héroes de la Tierra» que habían aterrizado eran en realidad Skrulls. Ella más tarde lleva a los Vengadores a Nueva York.

### Después de la Invasión
Beta Ray Bill visita a la Agente Brand a bordo del reconstruido Pico buscando información sobre el paradero de Galactus. Brand confirma que S.W.O.R.D., así como agencias similares de otras especies, comparten avistamientos de Galactus entre sí. Brand le da a Bill la información, pero insistió en que el Devorador de Mundos no debe saber quién le dio la información para que no busque venganza en la Tierra. Ella también habla con Jessica Drew para reclutarla en S.W.O.R.D., lo cual acepta. En la primera misión de Jessica, Brand la envía a Madripoor y le da un detector alienígena.

### S.W.O.R.D.
Brand, junto con Bestia y Lockheed protagonizaron en la serie de 2009 S.W.O.R.D., escrita por Kieron Gillen y dibujada por Steven Sanders.
En el primer volumen, Henry Peter Gyrich logra tomar a varios alienígenas notables en custodia como Noh-Varr, Adam X, Jazinda, Karolina Dean y Hepzibah, como parte de su esfuerzo para expulsar a los alienígenas de la Tierra, incluyendo a Brand y a Lockheed. Cuando el Pico y S.W.O.R.D. son invadidos por los Drenx, una raza de alienígenas brutales, Brand, McCoy, Lockheed, y su nuevo aliado Death's Head logran derrotarlos, revirtiendo las acciones de Gyrich y haciendo que lo despidan de la organización. También se revela que Brand tiene un medio hermano, quien presumiblemente es totalmente alienígena, de color verde, peludo, y, como suele suceder, un holgazán.
Abigail Brand es vista ayudando a Magneto a esconderse después de los eventos de Avengers vs. X-Men. También se revela que en realidad es una mutante genética, además de haber heredado el gen X de su madre. Abigail Brand fue asesinada más tarde por una de las múltiples personalidades de Legión mientras salvaba a su compañero de S.W.O.R.D., Sydren, quien estaba meditando telepáticamente sobre el hecho de que Legión estaba consiguiendo más confianza cuando estaba fusionando sus múltiples personalidades en su personalidad principal. Ella fue vaporizada por un rayo láser de esa personalidad múltiple dejando solo una mano cortada causando a Bestia de llorar por la pérdida de su novia. Brand fue restaurada a la vida cuando Legión más tarde alteró la realidad.
Cuando Thanos invadió la Tierra durante el argumento Infinity, S.W.O.R.D. fue ocupado. En la desesperación, Brand envió a los Guardianes de la Galaxia una solicitud de ayuda. Esto funcionó y Rocket Raccoon, Peter Quill y Gamora ayudaron a Brand de liberar a la estación de los intrusos y restaurar los sistemas vitales de defensa. Ellos fueron asistidos por la misteriosa ayuda de Angela, una guerrera de orígenes inciertos.
Brand desarrolla una relación amistosa con Broo, un inteligente, amigable mutante de Brood que asiste a la Escuela de Jean Grey. Ella asiste como una «madre» para las ceremonias de graduación. Brand trata de ser superada por un simbionte extranjero cuando S.W.O.R.D. es superado por la raza simbionte.

### All-New, All-Different Marvel
A partir de enero de 2016, Brand es una personaje de apoyo en el noveno volumen del Capitán Marvel, escrito por la Agente Carter, de Tara Butters y Michele Fazekas con obras de Kris Anka, como parte de All-New, All-Different Marvel iniciativa. La serie, establecida ocho meses después de las Guerras Secretas, cuenta con Abigail como la teniente comandante de la nueva estación espacial de vuelo Alpha, trabajando directamente bajo la Capitána Marvel. Abigail es abiertamente hostil hacia Carol y se revela por Puck que Brand había rechazado el papel de comandante.

## Apariencia física y habilidades
El cabello verde de Brand es una característica que ha sido asociada con el enemigo de S.H.I.E.L.D., Hydra; Wolverine despectivamente se refiere a ella como «cabello-Hydra» en su primer encuentro. Ella revela en Giant Sized Astonishing X-Men #1 que este es su color natural, heredado de su padre alienígena de pelaje azul. Ni el nombre de su padre ni su especie han sido revelados.
Brand tiene un tatuaje en cada uno de sus bíceps; uno dice «Grace», y el otro «Anna». El significado de los tatuajes aún no se ha revelado.
Brand también ha exhibido la capacidad de cubrir al menos sus manos con llamas lo suficientemente potentes como para quemar la mayoría de los metales. Esta llama se ha mostrado coloreada tanto en azul como en rojo, aunque se desconoce si los colores tienen algún significado específico. Aunque originalmente se creía que esta habilidad se deriva de su herencia medio alienígena, la propia Brand reveló que su poder es el resultado de su herencia mitad humana y es de naturaleza mutante. Ella puede hablar idiomas extraños que los humanos no pueden. Por ejemplo, ella pudo comunicarse con fluidez con Lockheed en su lengua materna, un hecho que claramente sorprendió a su tripulación.

## Otras versiones

### Ultimate Marvel
Una versión alternativa de Abigail Brand aparece en el universo Ultimate Marvel. Ella aparece por primera vez en Ultimate Comics: Ultimates como una joven desilusionada que se une a HYDRA después de la muerte de su madre. Se hace amiga de un agente llamado Escorpio, en realidad por un encubierto Nick Fury. Después de ser traicionada por sus compañeros soldados de HYDRA, Brand es reclutada por Fury como parte de sus nuevos Comandos Aulladores.

## En otros medios

### Televisión
- Abigail Brand aparece en Iron Man: Armored Adventures, con la voz de Cathy Weseluck. Ella no tiene su marca de cabello verde y gafas de sol, en lugar de tener un corte de pelo corto negro, similar a Maria Hill.
  - En la primera temporada, episodio «Diversión con Láseres», ella es una agente de S.H.I.E.L.D. en un satélite espacial estacionado con el agente Peter Corbeau, cuando ambos son hechos prisioneros por el Láser Viviente hasta que sean rescatados por Iron Man.
  - En la segunda temporada, episodio, «Iron Monger Vive», Madame Máscara escapa de la custodia de S.H.I.E.L.D. haciéndose pasar por Brand, al final del episodio.
- Abigail Brand aparece en la segunda temporada de The Avengers: Earth's Mightiest Heroes, con la voz de Mary Elizabeth McGlynn.[27] En el episodio «Bienvenido al Imperio Kree», ella aparece como miembro de S.W.O.R.D. trabajando a bordo del Damocles. Abigail Brand envía a Carol Danvers a perseguir una nave de guerra Kree que se dirige a la Tierra, mientras ella maneja el ataque de la nave de guerra Kree en el espacio. Henry Peter Gyrich y Abigail son atacados por los soldados Kree que se teletransportan a la Damocles. Brand planea encontrar una manera de retomar el control de la nave, y pretende rendirse para usar sus habilidades. Cuando Henry afirma que no sabía que tenían un superhumano entre S.W.O.R.D., Abigail bromea, «¿Y por qué piensa que soy humana?», y luego se hacer cargo de la nave de guerra Kree. Cuando le pregunta a Gyrich si incluirá la victoria sobre los Kree, Henry le responde que «ella no está despedida ... todavía». Ella aparece más adelante en los episodios de «Invasión Secreta», evacuando al personal de Damocles después de que los Skrulls comienzan su ataque a la Tierra, en «Soldado del Invierno», junto a María Hill en una llamada a Nick Fury, y en «Operación Tormenta Galáctica», ayudando a proteger una base de S.W.O.R.D. en la Tierra de los Kree.

### Videojuegos
- Abigail Brand aparece como un personaje no jugable en Marvel Avengers: Battle for Earth, interpretada por Laura Bailey.[28]
- Ella aparece en el juego de Facebook Marvel: Avengers Alliance Tactics. como un personaje no jugable.

### Motion Comic
- Abigail Brand aparece en el cómic de 2009 Spider-Woman, agente de S.W.O.R.D. expresado por Stephanie K. Thomas.[27] Se basa en la serie limitada de cómics escrita por Brian Michael Bendis y dibujada por Alex Maleev. Brand recluta a Spider-Woman para unirse a S.W.O.R.D. para una misión en Madripoor donde toma un Skrull posando como Spider-Man.
- Abigail Brand aparece en el cómic cinematográfico Astonishing X-Men, con la voz de Shannon Conley y más tarde por Rebecca Shoichet.[29][27]